# Дипломатически мисии в Литва
Това е списък на държавите които имат дипломатически мисии в Литва. В столицата Вилнюс има 33 посолства. Много други страни имат посланици акредитирани за Литва със седалище в повечето случаи в Стокхолм, Москва, Варшава или други скандинавски столици.

## Посолства в Вилнюс
| · - Беларус - Белгия - България - Ватикан - Великобритания - Германия - Грузия - Гърция - Дания - Естония - Ирландия - Испания - Италия - Казахстан - Китай - Латвия | - Малтийски орден - Молдова - Нидерландия - Норвегия - Полша - Португалия - Румъния - Русия - САЩ - Турция - Украйна - Унгария - Финландия - Франция - Чехия - Швеция - Япония |

Предстоящо откриване:
- Индия

## Филиали на посолства
- Канада

## Генерални консулства
- Русия (Клайпеда)

## Акредитирани посолства
| - Австралия (Стокхолм) - Албания (Варшава) - Алжир (Варшава) - Ангола (Стокхолм) - Аржентина (Хелзинки) - Армения (Варшава) - Афганистан (Варшава) - Бангладеш (Москва) - Босна и Херцеговина (Копенхаген) - Бразилия (Копенхаген) - Буркина Фасо (Копенхаген) - Бурунди (Берлин) - Венецуела (Хелзинки) - Виетнам (Варшава) - Габон (Москва) - Гана (Берлин) - Гватемала (Стокхолм) - Гвинея (Москва) - Египет (Копенхаген) - Еквадор (Стокхолм) - Салвадор (Стокхолм) - Замбия (Стокхолм) - Израел (Рига) - Индия (Варшава) - Индонезия (Копенхаген) - Иран (Варшава) - Исландия (Хелзинки) - Йордания (Хага) - Камбоджа (Москва) - Канада (Рига) - Катар (Берлин) - Кипър (Варшава) - Киргизстан (Минск) - Колумбия (Варшава) - Коста Рика (Осло) | - Кот д'Ивоар (Москва) - Кувейт (Берлин) - Ливан (Варшава) - Мавритания (Москва) - Северна Македония (Варшава) - Малайзия (Стокхолм) - Малта (Валета) - Мароко (Копенхаген) - Мексико (Стокхолм) - Монголия (Варшава) - Непал (Москва) - Нигерия (Киев) - Нова Зеландия (Варшава) - Пакистан (Копенхаген) - Панама (Берлин) - Перу (Хелзинки) - Сан Марино (Сан Марино) - Северна Корея (Стокхолм) - Сирия (Варшава) - Словакия (Рига) - Словения (Копенхаген) - Сърбия (Варшава) - Тайланд (Копенхаген) - Танзания (Стокхолм) - Тунис (Варшава) - Узбекистан (Рига) - Уругвай (Варшава) - Филипини (Стокхолм) - Хърватия (Стокхолм) - Чили (Копенхаген) - Швейцария (Рига) - Шри Ланка (Стокхолм) - Република Южна Африка (Копенхаген) - Южна Корея (Копенхаген) |